# Spílaion Dhiroú
Spílaion Dhiroú är en grotta i Grekland.   Den ligger i prefekturen Lakonien och regionen Peloponnesos, i den södra delen av landet, 190 km sydväst om huvudstaden Aten. Spílaion Dhiroú ligger 20 meter över havet.
Terrängen runt Spílaion Dhiroú är varierad. Havet är nära Spílaion Dhiroú västerut. Runt Spílaion Dhiroú är det glesbefolkat, med 15 invånare per kvadratkilometer. Närmaste större samhälle är Areópoli, 3,1 km norr om Spílaion Dhiroú. 